# راند وان
راند وان (انگلیسی: Round One) شرکت بازی ویدئویی ژاپنی است، که در سال ۱۹۸۰ تأسیس شد.